# Michael Geffert
| 4611 Vulkaneifel   | 5 aprile 1989 |
| 6553 Seehaus       | 5 aprile 1989 |
| 13028 Klaustschira | 5 aprile 1989 |
| 23457 Beiderbecke  | 5 aprile 1989 |
| 118172 Vorgebirge  | 5 aprile 1989 |

Michael Geffert (Bonn, 5 giugno 1953) è un astronomo tedesco.
Ha conseguito il dottorato di ricerca all'Università di Bonn.
Il Minor Planet Center gli accredita le scoperte di cinque asteroidi, effettuate nel 1989.
Gli è stato dedicato l'asteroide 12747 Michageffert.
Non deve essere confuso con l'astronomo amatoriale tedesco Martin Geffert.